# Landelijke Chinese vakbondfederatie
Landelijke Chinese vakbondfederatie of  ACFTU is de enige toegestane nationale vakbond in de Volksrepubliek China. Het is niet lid van de internationale vakbeweging Internationaal Vakverbond. De federatie heeft de leiding over de eenendertig provinciale/regionale vakbondsafdelingen en deze afdelingen zijn weer onderverdeeld in verschillende steden en plattelandsgebieden. Om de vijf jaar wordt het bestuur op alle niveaus door de leden gekozen. De vakbond is betrokken bij het sociaal overleg tussen de partij en werkgeversorganisaties en heeft 193 miljoen leden.
De federatie werd op de internationale dag van de arbeid in 1925 opgericht in Guangzhou. Het is de opvolger van Chinese arbeidersvereniging-secretarissenafdeling (中國勞動組合書記部) die drie jaar daarvoor was opgericht. Tijdens de Chinese Burgeroorlog raakte Chinese verdeeld in een communistisch kamp en een nationalistisch/republikeins kamp. Op 1 augustus 1948 herenigden de vakbondsafdelingen van de twee kampen tot één federatie. Het akkoord werd gesloten in Harbin door de vakbondsafdelingen in de communistische en nationalistische gebieden.

## Informatiebladen van de federatie
- Berichten van vakbondswerk 《工會工作通訊》
- Chinese vakbeweging 《中國工運》
- Vakbewegingsonderzoek 《工運研究》